# Choghūr Qeshlāq
Choghūr Qeshlāq (persiska: چُقور قِشلاق, چغور قشلاق, Choqūr Qeshlāq) är en ort i Iran.   Den ligger i provinsen Kurdistan, i den nordvästra delen av landet, 300 km väster om huvudstaden Teheran. Choghūr Qeshlāq ligger 1 639 meter över havet och antalet invånare är 489.
Terrängen runt Choghūr Qeshlāq är platt norrut, men söderut är den kuperad. Runt Choghūr Qeshlāq är det ganska glesbefolkat, med 24 invånare per kvadratkilometer. Choghūr Qeshlāq är det största samhället i trakten. Trakten runt Choghūr Qeshlāq består i huvudsak av gräsmarker.